# Kelly Village
Kelly Village es una villa de Trinidad y Tobago, que forma parte de la región de Tunapuna-Piarco.

## Geografía
La villa abarca parte de la isla Trinidad y limita al norte con Pasea Extension, al sur con Cunupia, al este con Oropuna Village-Piarco y St. Helena Village y al oeste con Caroni Village y Warren Village.

## Demografía
Datos demográficos de la villa de Kelly Village:
| Gráfica de evolución demográfica de Kelly Village entre 2000 y 2011 |
|                                                                     |